# Atlantic Airways
Atlantic Airways (NASDAQ: ICE50681) — національний авіаперевізник Фарерських островів. Виконує рейси з аеропорту Вагар, розташованого на однойменному острові.

## Історія
Перший аеропорт був побудований на Фарерських островах британцями під час Другої світової війни. Проте регулярне повітряне сполучення островів з Данією починається лише в 1963 році. Протягом майже 25 років монопольного положення авіаперевізника займала данська Maersk Air.
Розмови про створення національного авіаперевізника почали виникати на початку 80-х років. Реально ж компанія Atlantic Airways була створена в 1987 році. 51% компанії належало уряду островів, 49% данської авіакомпанії Cimber Sterling. Але вже 2 роки остання виходить з капіталу Atlantic Airways і весь контроль над авіаперевізником переходить в руки уряду Фарерських островів. 28 березня 1988 року почалися авіарейси в Копенгаген літаками BAe 146.
Мета створення національного перевізника полягала в забезпеченні зв'язку Фарерських островів із зовнішнім світом на комерційній основі. Однак перші роки існування компанії були тяжкими у фінансовому плані. В результаті в 1992 році уряду островів довелося виділяти субсидії для порятунку компанії від банкрутства. Прибутковою авіакомпанія змогла стати тільки до 1995 року.
В 1995 році у співпраці з Air Iceland були налагоджені рейси в Рейк'явік і в Нарсарсуак. У 2000 році були налагоджені нові напрямки — Лондон і Осло.
Зростання сфери туризму дозволив налагодити авіасполучення з Ольборгом, Ставангером, Единбургом і Стордом. Від останнього напрямку правда довелося відмовитися вже в 2006 році, а Единбург був замінений на Шетландські острови. Компанія вийшла на ринок внутрішніх перевезень Великої Британії, з'єднавши Шетландські острови з Лондоном. Atlantic Airways була єдиною компанією, що здійснювала пряме авіасполучення Шетландських островів з Лондоном. Цей напрямок було згорнуто у 2008 році.
Atlantic Airways також здійснює внутрішні перевезення на Фарерських островах вертольотами. Це часто є єдиним швидким способом транспортного сполучення окремих островів.
10 грудня 2007 року акції компанії почали торгуватися на Ісландській фондовій біржі.
Перший Airbus A319 для Atlantic Airways, зареєстрований OY-RCG, вступив в експлуатацію в березні 2012 року зі зміненою лівреєю. Злітно-посадкова смуга у Вагарі потребувала подовження, щоб належним чином прийняти цей літак. Другий і третій Airbus 319 (OY-RCH і OY-RCI) були введені в експлуатацію в травні і жовтні 2013 року відповідно. Оскільки термін оренди цих літаків закінчився до кінця 2016 року, лише один з них був продовжений, натомість було поставлено новий Airbus A320.

## Маршрути

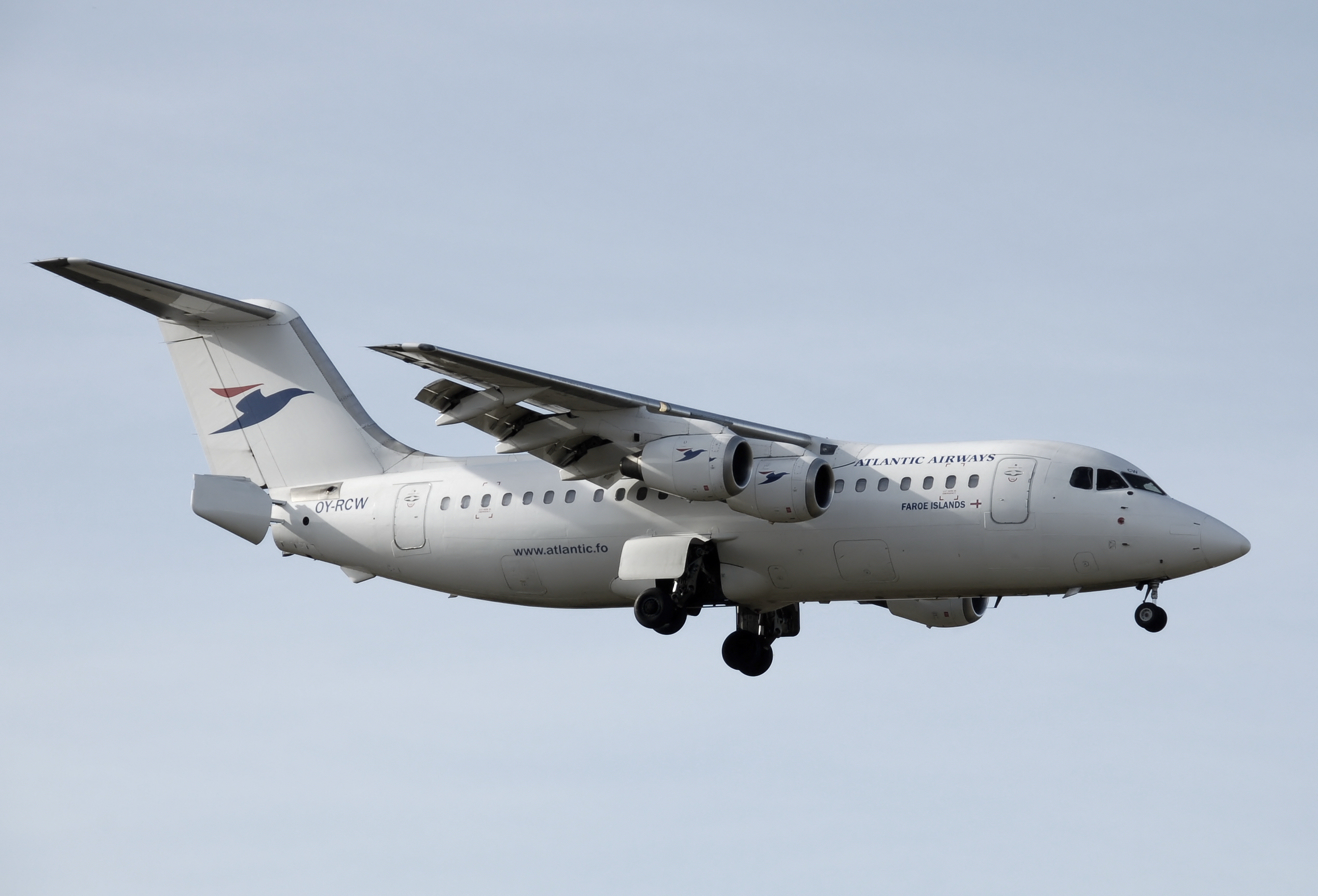
Посадка BAe 146 в Міжнародному аеропорту Бірмінгем (Велика Британія)

### Міжнародні рейси
Напрямки маршрутів авіакомпанії в 2009 році:

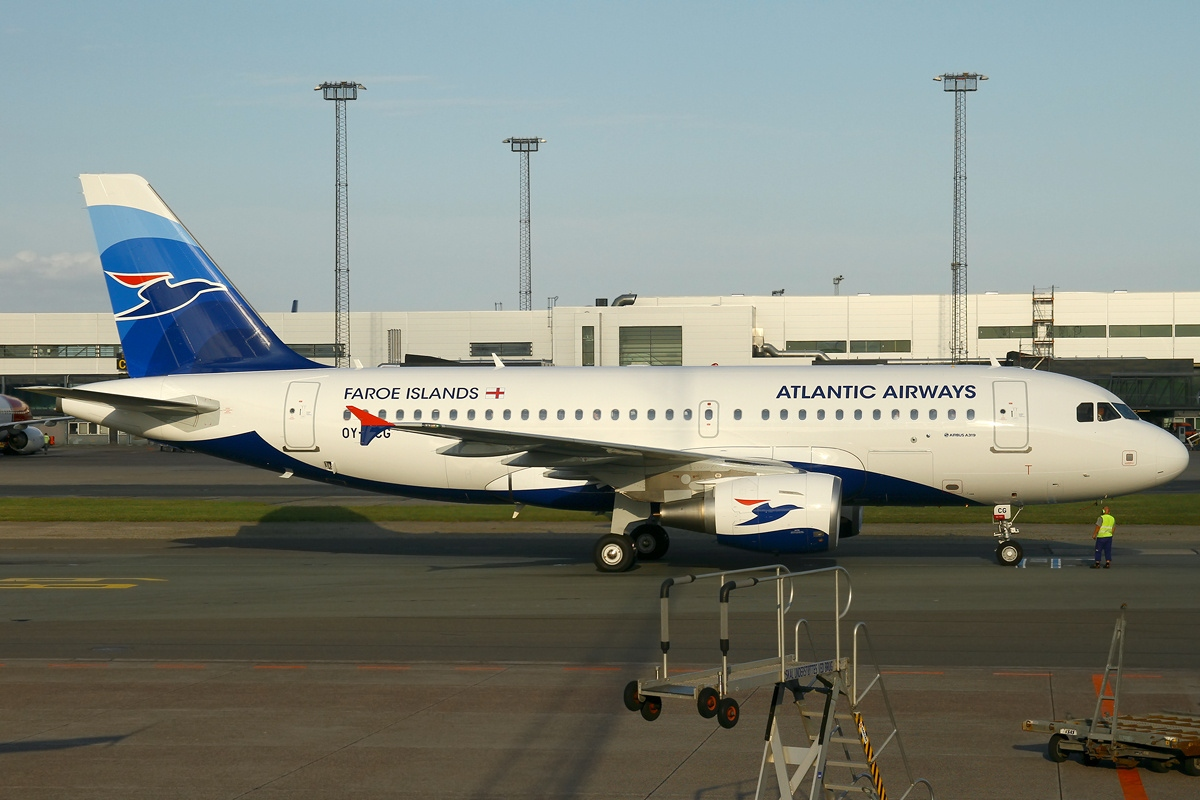

| Країна          | Місто      | Аеропорт             | Частота             |
| --------------- | ---------- | -------------------- | ------------------- |
| Данія           | Ольборг    | Аеропорт Олборга     | 2 рази в тиждень    |
| Данія           | Біллунн    | Аеропорт Біллунна    | 6 разів в тиждень   |
| Данія           | Копенгаген | Каструп              | до 5 рейсів на день |
| Ісландія        | Рейк'явік  | Аеропорт Рейк'явіка  | 2 рази в тиждень    |
| Норвегія        | Ставангер  | Сола                 | 2 рази в тиждень    |
| Гренландія      | Нарсарсуак | Аеропорт Нарсарсуака | 2 рази в тиждень    |
| Велика Британія | Лондон     | Станстед             | 2 рази в тиждень    |

### Чартерні перевезення
Крім основних авіарейсів Atlantic Airways здійснює також чартерні рейси в Гренландію, Данію, Велику Британію, Норвегію, Хорватію, Францію, Чехію, Італію. 

### Внутрішні рейси
Крім авіаперевезень Atlantic Airways здійснює внутрішні рейси на вертольотах. Польоти здійснюються з аеропорту Вагар в міста Торсхавн і Клаксвуйк, а також на острови Стоура-Дуймун, Фрооба, Кольтур, Скувой, Хаттарвік, Чірчья, Мічінес і Свуйной.

## Флот
Станом на липень 2023 року з додаванням A320-214, який раніше експлуатував Air France і був поставлений 3 червня 2023 року, флот Atlantic Airways складається з таких літаків:

### Літаки

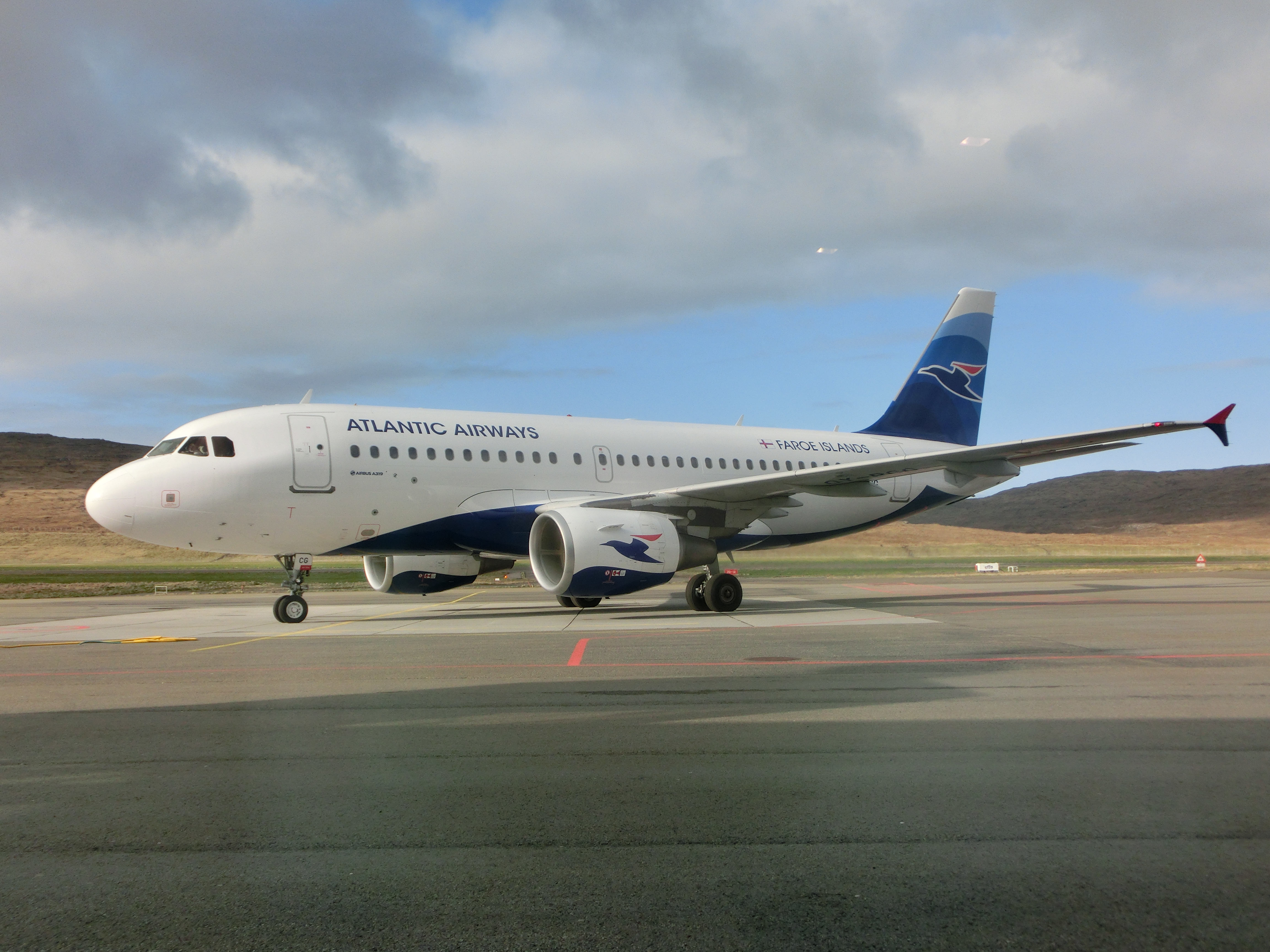
Airbus A319 Atlantic Airways в аеропорті

### Гелікоптери

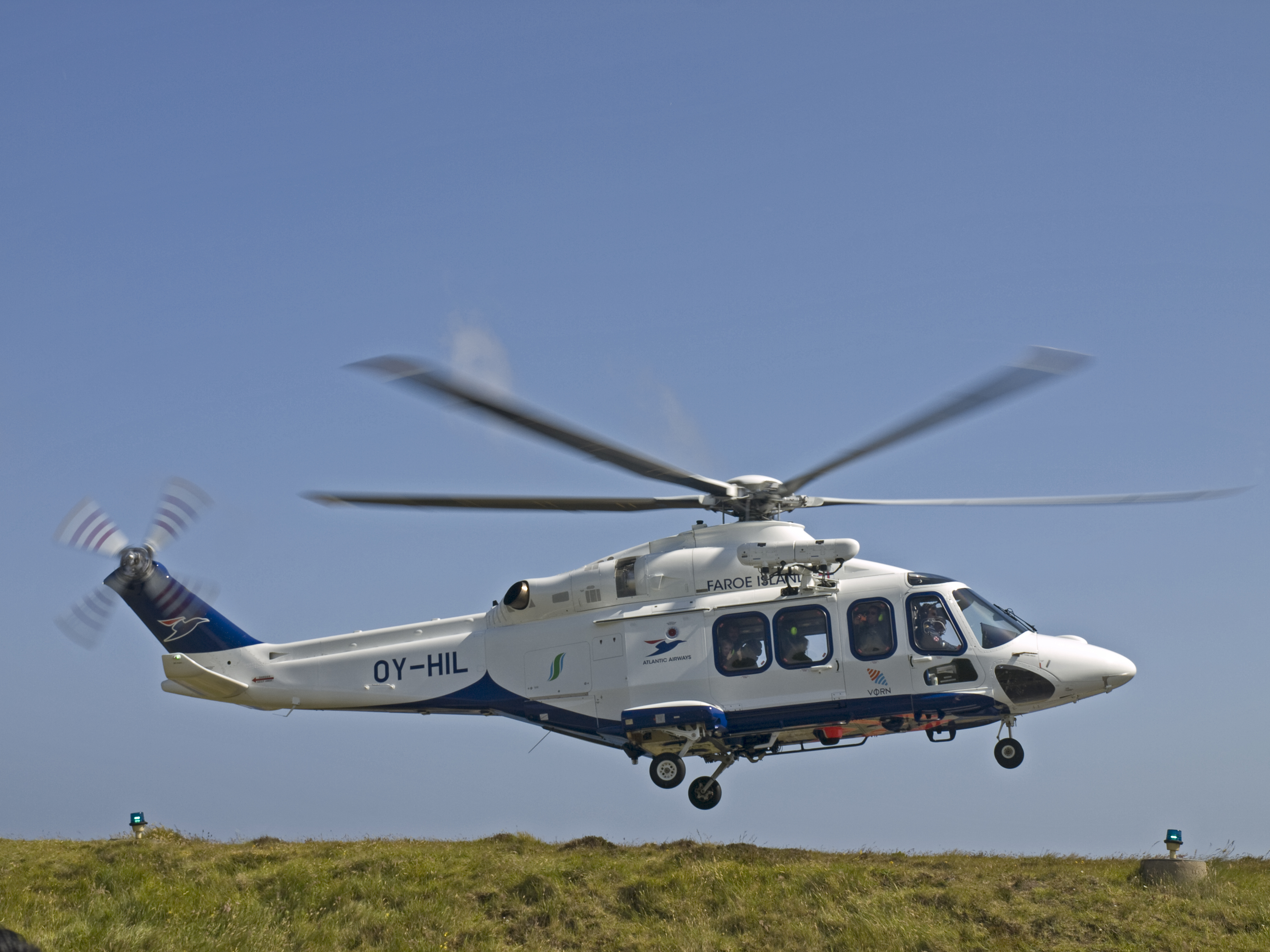
Гелікоптер Atlantic Airways у Торсгавні

AgustaWestland AW139 єдиний основний вертоліт, який використовується для польотів. Гелікоптер, який вміщує 15 пасажирів, використовується для перевезення пасажирів на Фарерських островах.

## Показники діяльності
Виручка компанії в 2008 році склала DKK 546,836 млн, що на 1,5% вище рівня 2007 року. 62,6% доходів принесли чартерні рейси, 36,2% — міжнародні рейси, 1,2% — внутрішні перевезення вертольотом.